# Aneta Holasová
Aneta Holasová (* 22. února 2001 Praha) je česká gymnastka a olympionička.

## Kariéra
Zúčastnila se olympijských her v Tokiu v roce 2021, kde obsadila ve víceboji se ziskem 47,132 bodu 73. místo. Je držitelkou několika titulů mistryně republiky ve čtyřboji a na jednotlivých nářadích. 
Gymnastice se věnuje od čtyř let, mezinárodně debutovala v roce 2013 na soutěži Zelena Jama Open ve Slovinsku, kde skončila na druhém místě. Závodí za klub TJ Bohemians Praha a studuje na FTVS v Praze. Jejím trenérem je Jiří Fiřt.
Mezi největší sportovní úspěchy patří stříbrná medaile na prostných na Evropských hrách v Minsku v roce 2019, bronzová medaile na prostných ze Světového poháru v Paříži v roce 2019 nebo bronzová medaile na kladině na Světovém poháru v Szombathely v roce 2020. Na mistrovství Evropy ve sportovní gymnastice 2020 obsadila s českým družstvem 6. místo